# Художествен критик
Арт критик (преди средата на 1990-те години в България художествен критик, на английски: art – изкуство) е специалист, занимаващ се с критика на визуалните изкуства, т.е. с тълкуването и оценката на първо място на съвременни произведения, нови явления и тенденции във визуалните изкуства.
Той пише рецензии и обзори на съвременното изкуство, които публикува във вестници, списания, книги и уебсайтове. Колекционерите на изкуство и галеристите се възползват от оценката на арт критиците, за да вдигнат цените на произведенията на съвременните визуални творци.
Обикновено арт критикът пише за изложби в галерии, музеи и в ателиета на художници, както и за временни инсталации и пърформанси в обществена среда.
Професионалните арт критици обикновено са хора със завършено изкуствоведско образование, но има и изключения – обикновено това са поели ролята на арт критици пристрастни към съвременното изкуство поети, писатели и журналисти. Такъв е случаят с Шарл Бодлер например.
Арт критиците предизвикват дискусии и спорове за ценността на съвременното изкуство и йерархията на съвременните творци.
Арт критиката започва да съществува с появата и развитието на пазара на изкуство през XIX век.

## Известни световни арт критици
| - Гийом Аполинер - Шарл Бодлер - Таня Велманс - Теофил Готие - Артър Данто - Емил Зола - Октав Мирбо - Пиер Рестани | - Джон Ръскин - Роземари Трокел - Феликс Фенеон - Хол Фостър - Майкъл Фрид - Роджър Фрай - Каролин Христова-Бакърджиева - Питър Шелдал |

- Жан-Оноре Фрагонар, Портрет на Дени Дидро, 1769, Лувър, Париж. Философът е и влиятелен художествен критик.
- Шарл Бодлер 1855, фотография на Надар. Поетът е остър критик, наблюдател на годишните салони за изкуство.
- Едуар Мане, Портрет на Закари Аструк 1866. Аструк е защитник на изкуството на Гюстав Курбе и един от първите, разпознали таланта на Едуар Мане.
- Едуар Мане, Портрет на Емил Зола, 1868, Музей Орсе, Париж.
- Пол Синяк, Феликс Фенеон, 1890. Френският анархист и художествен критик Фенеон изковава неологизма неоимпресионизъм през 1886 г.
- Гийом Аполинер (1880 – 1918), 1914 г. Поетът не само е художествен критик, но и автор на понятието сюрреализъм.
- Роджър Фрай, Автопортрет, 1928. Според Кенет Кларк той е оказал „най-значимото влияние върху вкуса след Ръскин...“.[1]
- Лео Щайн (1872 – 1947), колекционер и художествен критик, старши брат на Гъртруд Стайн. Фотография на Карл ван Вехтен, 9 ноември 1937 г.

## Известни български арт критици
| - Ангел Ангелов - Яра Бубнова - Мария Василева (изкуствовед) - Ирина Генова - Аксиния Джурова - Галина Лардева - Георги Лозанов | - Ружа Маринска - Антон Митов - Чавдар Попов - Диана Попова - Андрей Протич - Николай Райнов - Свилен Стефанов |